# Império da Baixada (Praia Grande)
O Império da Baixada é uma escola de samba de Praia Grande, Está localizada no bairro Sítio do Campo e suas cores oficiais são azul, amarelo e branco. Tem como Madrinha da Império de Casa Verde e seu símbolo é o tigre.

## Carnavais
| Ano  | Colocação   | Grupo    | Enredo                   |
| ---- | ----------- | -------- | ------------------------ |
| 2010 | Vice-campeã | Grupo I  | Sonhos que Temos Direito |
| 2011 |             | Especial |                          |

Ultimamente foi campeã do grupo especial (2015)